# Antonio Cavalieri Ducati
Antonio Cavalieri Ducati (* 2. April 1853 in Comacchio; † 27. Juni 1927 in Bologna) war ein italienischer Unternehmer.

## Leben

Il nuovo acquedotto di Trieste (1894)

1926 gründete er den italienischen Motorradhersteller Ducati. Die Società Scientifica Radiobrevetti Ducati produzierte zunächst Bauteile für Radios. Nach dem Ende des Zweiten Weltkriegs kam im Jahr 1946 die Fertigung des Fahrradhilfsmotors für die Ducati Cucciolo hinzu. Dies fand bereits ohne Mitwirkung der Familie Ducati unter staatlicher Verwaltung statt; die Familie hatte ihre Anteile 1948 an den italienischen Staat veräußert. Noch im selben Jahrzehnt begann im Unternehmen Ducati die eigene Entwicklung kompletter Fahrzeuge. Antonio Ducati war verheiratet und hatte drei Söhne Bruno, Marcello und Adriano.